# Heteromyias albispecularis
Heteromyias albispecularis là một loài chim trong họ Petroicidae.